# Interstate 293
Pour les articles homonymes, voir Route 293.
L'Interstate 293 (I-293) est une autoroute auxiliaire de 11 miles (18 km) autour de Manchester, dans le New Hampshire. Le segment sud de l'autoroute partage la route avec la NH 101 et passe près de l'Aéroport régional de Manchester et du Mall of New Hampshire. Le segment ouest de la route partage la route avec le Everett Turnpike mais aucun poste de péage ne se trouve sur ce segment du Turnpike.

## Description du tracé
L'I-293 débute à un échangeur au sud-est de Manchester, où la NH 101 ouest quitte l'I-93. L'I-293 est indiquée comme une route sud–nord, mais, dans la section en multiplex avec la NH 101, elle se dirige vers l'ouest. Elle croise des voies locales et traverse le fleuve Merrimack. Elle quitte la NH 101 alors que cette dernière prend la sortie 3. C'est à cet endroit que l'I-293 bifurque vers le nord et rejoint le Everett Turnpike. L'autoroute longe la rive ouest du fleuve Merrimack jusqu'à ce qu'elle atteigne son terminus nord à une autre jonction avec l'I-93. Au-delà du terminus, le Everett Turnpike se poursuit et des postes de péages sont présents.
Comme l'I-393, l'autre autoroute auxiliaire du New Hampshire, l'I-293 forme un multiplex avec d'autres routes sur toute sa longueur. L'I-293 a été intégrée à des routes déjà existantes en plus du Everett Turnpike.

## Liste des sorties
| Interstate 293          |              |       |       |        | |                                                                                         |
| Comté                   | Municipalité | mi    | km    | Sortie | Intersections / Destinations | Notes                                                                                   |
| Hillsborough            | Manchester   | 0,00  | 0,00  | —      | I-93 nord / NH 101 (en) est – Concord, Portsmouth I-93 sud – Salem, Boston                                                                             | Terminus sud du multiplex avec NH 101                                                   |
| Hillsborough            | Manchester   | 1,29  | 2,08  | 1      | NH 28 (en) (South Willow Street) |                                                                                         |
| Hillsborough            | Manchester   | 2,74  | 4,41  | 2      | NH 3A (en) (Brown Avenue) |                                                                                         |
| Hillsborough            | Bedford      | 3,29  | 5,30  | 3      | NH 101 (en) ouest vers US 3 / NH 114 (en) – Bedford, Milford, Goffstown Everett Turnpike (en) sud – Merrimack, Nashua, Aéroport régional de Manchester | Terminus nord du multiplex avec NH 101; terminus sud du multiplex avec Everett Turnpike |
| Hillsborough            | Manchester   | 4,89  | 7,87  | 4      | US 3 (Queen City Avenue / Second Street) vers NH 3A (en) sud / NH 114A (en)                                                                            | Terminus sud du multiplex avec NH 3A                                                    |
| Hillsborough            | Manchester   | 5,95  | 9,57  | 5      | Granite Street – Manchester ouest |                                                                                         |
| Hillsborough            | Manchester   | 7,43  | 11,96 | 6      | Amoskeag Street / Goffstown Road |                                                                                         |
| Hillsborough            | Manchester   | 8,43  | 13,57 | 7      | NH 3A (en) nord (Front Street) – Hooksett | Terminus nord du multiplex avec NH 3A; sortie direction nord, entrée direction sud      |
| Merrimack               | Hooksett     | 11,77 | 18,94 | —      | I-93 sud – Salem I-93 / Everett Turnpike (en) nord – Concord                                                                                           | Terminus nord du multiplex avec Everett Turnpike                                        |
| - Terminus de multiplex |              |       |       |        | |                                                                                         |